# 2003 في السويد
فيما يلي قوائم الأحداث التي وقعت خلال عام 2003 في السويد.

## سياسة

### تعيين في المنصب
- 25 أكتوبر – فريدريك رينفلت Leader of the Opposition ‏.

### انتهاء فترة المنصب
- 11 سبتمبر – آنا ليند Minister for Foreign Affairs (Sweden) [الإنجليزية]‏.

## أفلام
من الأفلام التي صدرت هذه السنة في السويد:
- 19 مايو – دوجفيل من إخراج لارس فون ترايير.

## كتب
من الكتب التي صدرت هذه السنة في السويد:
- 1 يناير – عاصفة الشمس من تأليف أسا لارسون.

### فبراير
- 14 فبراير – غونار يوهانسون (مواليد 1924) لاعب ومدرب كرة قدم سويدي.
- 23 فبراير – آرنه أندرسون (مواليد 1921) لاعب كرة قدم سويدي.

### سبتمبر
- 11 سبتمبر – آنا ليند (مواليد 1957) سياسية سويدية.

### أكتوبر
- 3 أكتوبر – غوستاف زيوغبيرغ (مواليد 1913) لاعب كرة قدم سويدي.